# میشل لمبرت
میشل لمبرت (به انگلیسی: Michelle Lambert) (زاده ۲ مهٔ ۱۹۸۵) خواننده، ترانه‌سرا و موسیقی‌دان آمریکایی است.